# Torpille Mark 8 Bliss-Leavitt
 (juin 2022).
La mise en forme du texte ne suit pas les recommandations de Wikipédia : il faut le « wikifier ».
Les points d'amélioration suivants sont les cas les plus fréquents. Le détail des points à revoir est peut-être précisé sur la page de discussion.
- Les titres sont pré-formatés par le logiciel. Ils ne sont ni en capitales, ni en gras.
- Le texte ne doit pas être écrit en capitales (les noms de famille non plus), ni en gras, ni en italique, ni en « petit »…
- Le gras n'est utilisé que pour surligner le titre de l'article dans l'introduction, une seule fois.
- L'italique est rarement utilisé : mots en langue étrangère, titres d'œuvres, noms de bateaux, etc.
- Les citations ne sont pas en italique mais en corps de texte normal. Elles sont entourées par des guillemets français : « et ».
- Les listes à puces sont à éviter, des paragraphes rédigés étant largement préférés. Les tableaux sont à réserver à la présentation de données structurées (résultats, etc.).
- Les appels de note de bas de page (petits chiffres en exposant, introduits par l'outil «  Source ») sont à placer entre la fin de phrase et le point final[comme ça].
- Les liens internes (vers d'autres articles de Wikipédia) sont à choisir avec parcimonie. Créez des liens vers des articles approfondissant le sujet. Les termes génériques sans rapport avec le sujet sont à éviter, ainsi que les répétitions de liens vers un même terme.
- Les liens externes sont à placer uniquement dans une section « Liens externes », à la fin de l'article. Ces liens sont à choisir avec parcimonie suivant les règles définies. Si un lien sert de source à l'article, son insertion dans le texte est à faire par les notes de bas de page.
- La présentation des références doit suivre les conventions bibliographiques. Il est recommandé d'utiliser les modèles {{Ouvrage}}, {{Chapitre}}, {{Article}}, {{Lien web}} et/ou {{Bibliographie}}. Le mode d'édition visuel peut mettre en forme automatiquement les références.
- Insérer une infobox (cadre d'informations à droite) n'est pas obligatoire pour parachever la mise en page.

Pour une aide détaillée, merci de consulter Aide:Wikification.
Si vous pensez que ces points ont été résolus, vous pouvez retirer ce bandeau et améliorer la mise en forme d'un autre article.
La torpille Mark 8 Bliss-Leavitt  était la première torpille de 21 pouces (53,34 cm) sur 21 pieds (6,4 m) utilisée par la marine américaine. Bien que sa conception, en 1911, soit antérieure à la Première Guerre mondiale, elle fut principalement utilisée par des vedettes-torpilleurs pendant la Seconde Guerre mondiale. La torpille fut conçue par Frank McDowell Leavitt pour la E. W. Bliss Company (en), et sa production de masse commença à compter de 1913 dans Naval Torpedo Station de Newport, Rhode Island, le U.S.N. Gun Factory de Washington Navy Yard puis dans la U.S. Naval Torpedo Station, Alexandria (en). 
Elle fut déployée sur des destroyers et des cuirassés pendant la Première Guerre mondiale, ainsi que sur certains croiseurs construits dans les années 1920. Cependant, tous les cuirassés américains et la plupart des croiseurs ayant vu leurs tubes lance-torpilles retirés en 1941, la Mark 8 resta en service pendant la Seconde Guerre mondiale sur des destroyers plus anciens, de classe Wickes et Clemson, ainsi que sur des vedettes-torpilleurs durant les premières années de la guerre, avant d'être remplacée par la Mark 13 courant 1943.
En vertu de la loi sur le prêt-bail, près de 600 torpilles Mark 8 furent livrées au Royaume-Uni pour être utilisées sur une cinquantaine de destroyers antérieurs aux années 1930 livrés par les États-Unis dans le cadre de l'accord Destroyers for Bases.

## Conception
Le projet, à l'origine, visait la création d'une torpille devant être lancée depuis des destroyers, dans le cadre de leur lutte contre les navires de surface. À la date de sa conception, il s'agissait d'une torpille extrêmement avancée pour son époque - cependant, lorsque la Seconde Guerre mondiale éclata, elle se montrait déjà incapable de rivaliser avec les armements plus modernes. Lui était notamment reprochée sa faible vitesse : la torpille japonaise de Type 93, par exemple, était à la fois nettement plus rapide (70 km/h contre 96 km/h)  et plus difficile à repérer.

## Difficultés de déploiement
La torpille Mark 8 souffrait de nombreuses difficultés techniques, rendant son utilisation extrêmement malaisée pour les membres d'équipage.
Le processus de lancement de la torpille, présentait de nombreux écueils. Le gyroscope de la torpille était sensible lors de son premier lancement et il devait être lancé à partir d'une quille stable, au risque de voir la torpille perdre de sa stabilité lorsqu'elle percutait l'eau.
Le mécanisme de lancement n'était pas non plus sans difficultés : la torpille devait être propulsée hors du tube par une charge de poudre noire - un problème notamment dans le Pacifique Sud, où le climat humide provoquait des ratés d'allumage, ne permettant parfois pas d'éjecter entièrement l'appareil en dehors du tube. Un des risques de ces détonations ratées était le « hot running » (fonctionnement à chaud), où le moteur de la torpille se mettait en marche sans que celle-ci ait quitté son tube. Bien que l'ogive ne puisse pas exploser, le moteur surchauffait et finissait par exploser faute d'eau pour le refroidir, envoyant des shrapnels sur le pont.
Enfin, une difficulté supplémentaire était que les tubes de lancement étaient fortement lubrifiés avec de l'huile et de la graisse pour garantir que la torpille était lancée en douceur. De fait, il arrivait que, lors du lancement, la charge explosive enflammait ces substances, provoquant un incendie interne et émettant une fumée noire qui révélait l'emplacement du torpilleur.

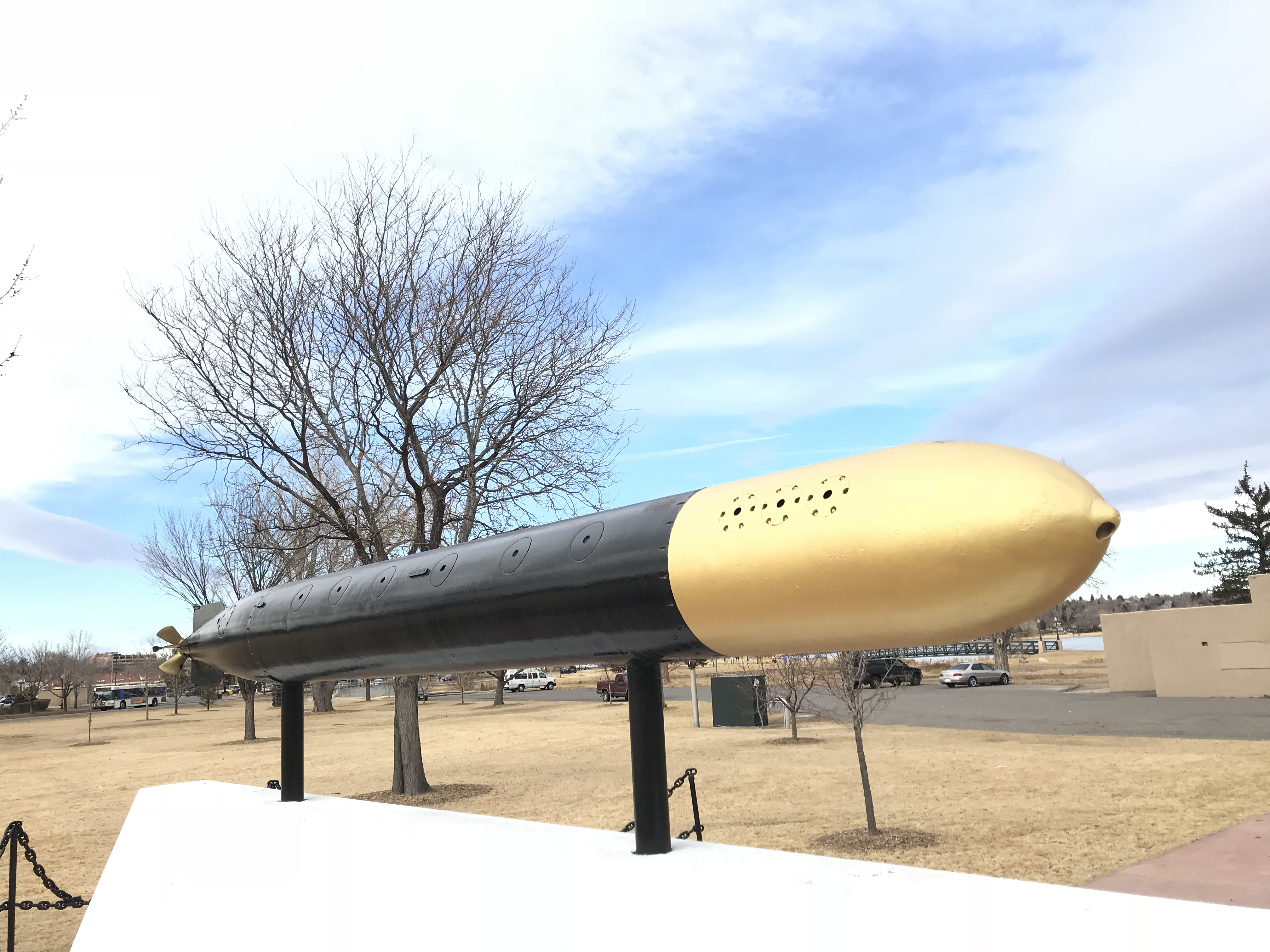
Torpille Bliss-Leavitt Mark 8 (avant)

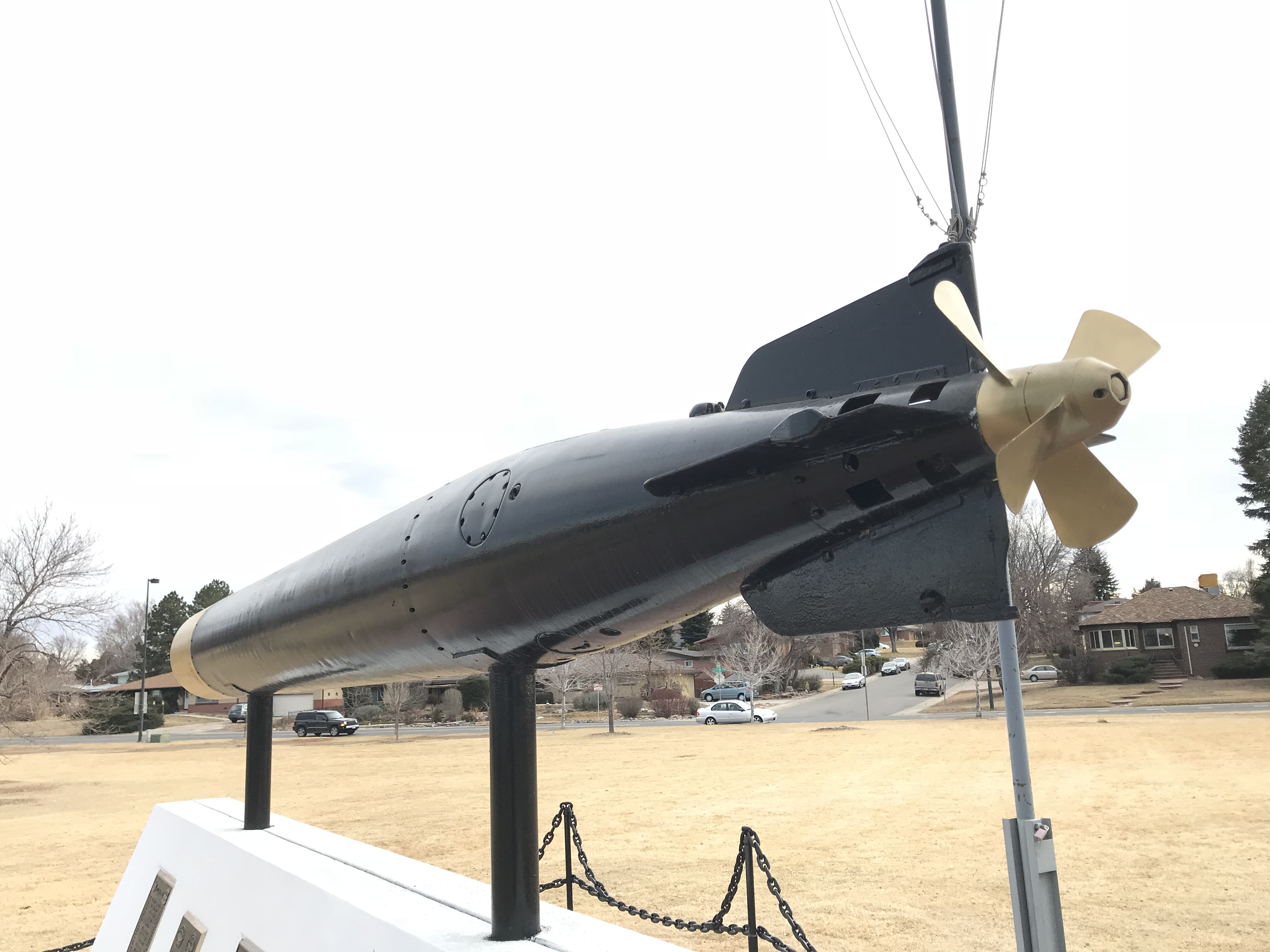
Torpille Bliss-Leavitt Mark 8 (arrière)

En outre, la torpille pâlissait également au regard de la puissance explosive des modèles plus récents. Elle transportait moins de 220 kg d'explosif à base de TNT, ce qui était loin d'être suffisant pour assurer la destruction des bâtiments ennemis. Cette faible puissance de frappe se révéla frustrante pour de nombreux capitaines, qui, malgré un tir parfaitement ajusté sur la cible et une torpille détonant correctement, voyaient le navire ennemi prendre la fuite en raison de l'insuffisance des dommages causés.